# Åke Hasselblad
Sten Åke Valdemar Hasselblad, född 8 april 1870 i Filipstad, död 21 december 1931 i Stockholm, var en svensk ämbetsman och författare.
Åke Hasselblad var son till bankkamreraren och rådmannen Jonas Nathanael Hasselblad. Han avlade mogenhetsexamen i Karlstad 1888 och kansliexamen vid Uppsala universitet 1899. 1900 anställdes han vid arméförvaltningen, där han 1908 blev registrator och 1915 revisionskommissarie samt från 1918 var krigsråd och chef för civila departementets kameralbyrå. Hasselblad utgav de kulturhistoriska skildringarna Bergslagsliv i flydda tider (1927) och Vi från Bergslagen och Värmland (1929) samt andra värmlandsskildringar. Under hela sitt liv odlade han en under studentåren uppammad förmåga som tillfällighetsdiktare. Hasselblad gjorde sig även känd som sångare och ordensbroder i Stockholms sällskapsliv.